# 헨리 롤린스
헨리 롤린스(Henry Rollins, 영어 발음: /ˈrɒlɪnz/, 1961년 2월 13일 ~ )는 미국의 가수, 스포큰 워드 아티스트, 작가, 저널리스트, 희극인, 배우, 라디오 DJ, 활동가, 싱어송라이터, 프로듀서 등을 겸하는 다방면 예술가이다. 하드코어 펑크 밴드 블랙 플랙에서 노래를 하면서 유명해졌다.

## 음악 음반

### 블랙 플래그
- 《Slip it In》

### 롤링스 밴드
- 《Weight》

## 스포큰 워드 음반
- 《Get in the Van》

## 책
- 《Get in the Van》

## 연기
- 《코드명 J》
- 《나쁜 아이들 2탄》

## 진행
- 《Harmony in My Head》 - 라디오 방송
- 《Henry's Film Corner》 - 텔레비전 방송
- 《Henry Rollins Show》 - 텔레비전 방송